# Kermés

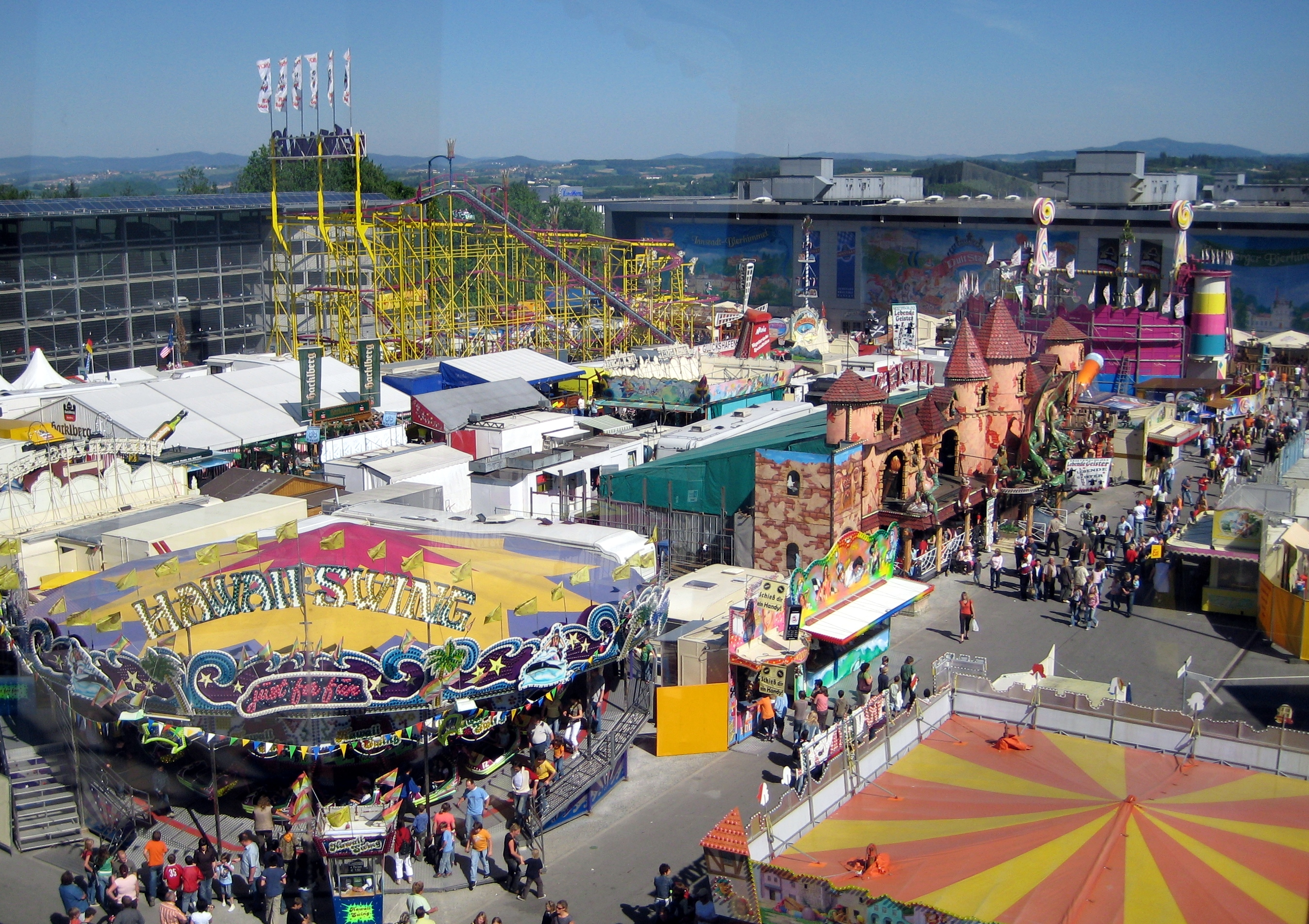
Juegos mecánicos en una kermés, en Passau (Alemania).

Una kermés, quermés, kermese o quermese (del francés kermesse, y este del neerlandés medio kercmisse ‘misa de iglesia’) es una fiesta popular, generalmente barrial o de vecindario, que incluye puestos de juegos de destreza, juegos mecánicos, puestos de comida y bebida, sorteos y números artísticos, que se utiliza en muchos lugares (escuelas e iglesias, habitualmente) para recaudar fondos a favor de distintas causas o proyectos benéficos, artísticos o de acción social.
En la puritana tradición neerlandesa, la kermés era además de un mercado o una fiesta, «una explosión de desenfrenada libertad popular». Cientos de cuadros representan estas bacanales neerlandesas (sin ellas es imposible entender la vida de los habitantes de aquel país). Una multitud de campesinos y de artesanos trabajadores y austeros sufría una repentina metamorfosis; relajaban sus inflexibles virtudes y se abandonaban de buena gana a los siete pecados capitales. Secuela de las kermeses era una gran cantidad de hijos ilegítimos y de expósitos. La paciente beneficencia pública construía incesantemente nuevas casas y centros para ellos".
También se llama así el lugar donde se lleva a cabo esa fiesta.

## DACH
La tradición es muy extendida en los países europeos de habla alemana (DACH). En Alemania se considera un Volksfest común bajo una variedad de denominaciones, desde el Kirchweih del alemán estándar, a Kirmes, Kirwa, Kirwä, Kerwe, Kerwa, Kärwa, Kirb(e), Kerb, Kerm o Kilbi, sefgún la región.
En Austria es conocido como Kirta(g), Kischta o Kirchtag, y en la Suiza de habla alemana como Kilbi o Chilbi.